# 128523 Johnmuir
128523 Johnmuir è un asteroide della fascia principale. Scoperto nel 2004, presenta un'orbita caratterizzata da un semiasse maggiore pari a 2,4065264 UA e da un'eccentricità di 0,2056396, inclinata di 1,32444° rispetto all'eclittica.
L'asteroide è dedicato al naturalista statunitense, di origine scozzese, John Muir.